# Jaspar von Oer
Jaspar von Oer (auch Caspar von Oer) († nach 1518) war Landdrost des Herzogtums Westfalen.

## Familie
Er stammte aus der Adelsfamilie von Oer. Sein Vater war Ludolf von Oer. Verheiratet war er mit Anna von Hörde. Die gemeinsame Tochter Anna heiratete 1480 Wilhelm von Nesselrode. 

## Leben
Der Vater teilte seinen Besitz unter den Söhnen Jaspar und Balthasar auf. Jaspar wurde Besitzer von Haus Geist. Die Brüder schlossen 1472 einen Vergleich, darin wird Jaspar im Besitz von Haus Geist bestätigt. Als kurkölnisches Lehen bekam er 1478 den Hof zu Körne bei Dortmund. Im Jahr 1497 schloss er mit Heidenreich von Oer, Everwin Graf von Bentheim und Goddert von Ketteler ein Bündnis mit der Stadt Münster. 
Im Jahr 1491 stifteten er und seine Frau das acht Meter hohe Sakramentshaus in der Kirche St. Johannes in Oelde. Im Jahr 1494 wurde er zum fürstlich münsterschen Rat ernannt. Er war auch kurkölnischer Rat. 
Er war seit etwa 1495/96 Landdrost des Herzogtums Westfalen. Bei dieser Datierung gibt es insofern ein Problem, weil Johann Suibert Seibertz in seinem Urkundenbuch angibt, dass der Landdrost Jaspar von Oer bereits 1484 maßgeblich am Zustandekommen des Umzugs der Nonnen ins Kloster Galiläa beteiligt war. Als Landdrost war er Stellvertreter des Kölner Kurfürsten im Herzogtum Westfalen. Gleichzeitig war er oberster Vertreter der Stände. 
Im Jahr 1499 erwarb er mehrere verpfändete Lehen. Darunter war der Honkamp von Belecke, ein Burglehen in Warstein, den Zehnten und Fischereirechte von Belecke. Im Jahr 1500 nahm er an einem Femegericht des Oberfreistuhls in Arnsberg teil, bei dem ein Bürger aus Wesel verurteilt wurde, weil er seinem Freischöffeneid zuwidergehandelt hat. Er wurde 1505 als Teil des Gefolges des Kurfürsten beim Reichstag in Köln erwähnt. 
1505 erlaubte er der Stadt Olpe die Erhebung eines Wegegeldes. Er war 1508 nach dem Tod Hermann IV, an der Erneuerung der Erblandesvereinigung zur Erhaltung der ständischen Rechte gegen den Missbrauch der fürstlichen Macht beteiligt.
Er amtierte etwa 22 Jahre bis 1518. Er war Landdrost unter den Erzbischöfen Hermann IV., Philipp II. und Hermann V.